# Гонорий III
Гонорий III (лат. Honorius PP. III, в миру — Ченчио Савелли, итал. Cencio Savelli; ок. 1155, Рим — 18 марта 1227, там же) — Папа Римский с 18 июля 1216 года по 18 марта 1227 года.

## Ранние годы
Ченчио родился в Риме в знатной семье Савелли и был сыном Эмерико. После рукоположения в сан пресвитера, он служил некоторое время каноником в базилике Санта-Мария-Маджоре, где был повышен до Архипресвитера.
Около 1188 года он был назначен на должность камерария Святой Римской церкви, при этом в сан кардинала-дьякона с титулярной диаконией Санта-Лючия-ин-Сельчи был возведен только в 1193. Административная деятельность также включала исполнение функций вице-канцлера Апостольской канцелярии в 1194—1198 годах.
В 1197 Ченчио стал наставником будущего императора Священной Римской империи Фридриха II, который был отдан под опеку папе Иннокентию III королевой Констанцией Сицилийской.
В 1200 назначен кардиналом-священником с титулом церкви Санти-Джованни-э-Паоло.

## Избрание

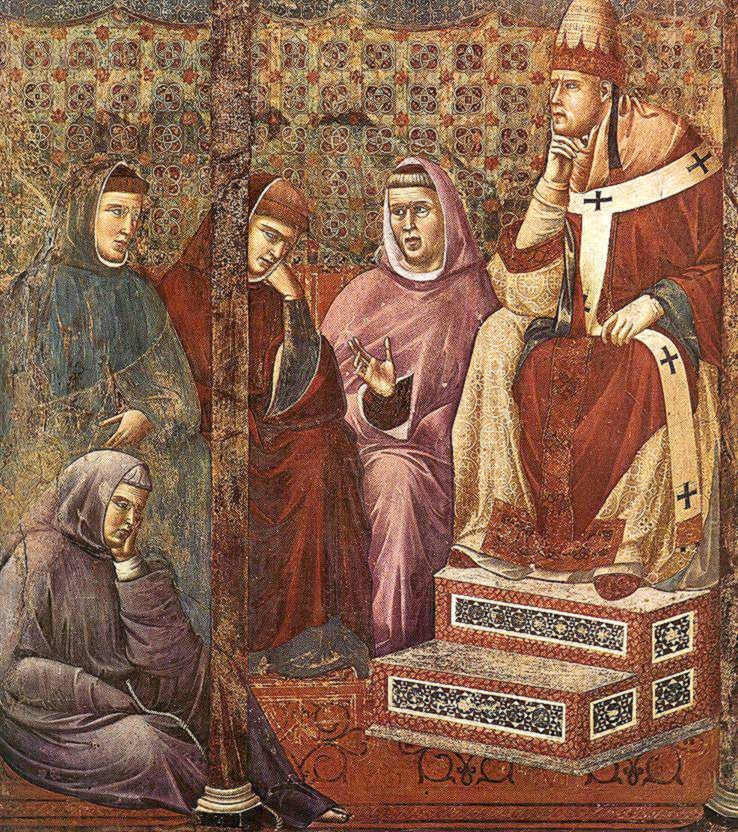
Папа Гонорий III, худ. Джотто ди Бондоне.

18 июля 1216 года семнадцать кардиналов собрались в Перудже, где за два дня до этого скончался папа Иннокентий III, чтобы избрать нового папу. Беспокойное состояние дел в Италии, угроза вторжения монголов и страх перед очередным расколом заставили кардиналов пойти на компромисс. Кардиналы Уголино из Остии (впоследствии папа Григорий IX) и Гвидо из Пренесте были уполномочены назначить нового папу. Их выбор пал на камерария Ченчио, который принял тиару с неохотой под именем Гонория III. Он был рукоположён в Перудже 24 июля, а коронован в Риме 31 августа. В Латеранский дворец Гонорий въезжал 3 сентября 1216 года. Римский народ тепло принял нового папу, который славился своей исключительной добротой.
Как и его знаменитый предшественник Иннокентий III, Гонорий направил свои усилия на достижение двух великих целей: восстановление христианского господства на Святой Земле и духовная реформа Церкви. Но, в отличие от Иннокентия III, он стремился достичь этих целей путём компромиссов, а не с помощью силы и давления.

## Папство

### Пятый крестовый поход
Пятый крестовый поход был одобрен на Латеранском соборе в 1215 году, и Гонорий начал подготовку к походу, намеченному на 1217 год. Чтобы собрать необходимые средства, папа указал кардиналам жертвовать десятую часть своего дохода в течение трёх лет. Все остальные священники должны были жертвовать двадцатую часть. Хотя собранная таким образом сумма была значительной, она не смогла покрыть все расходы.
Далеко идущие перспективы, казалось, открылись перед папой, когда он короновал Пьера II де Куртенэ императором Латинской империи в апреле 1217 года, но новый император был взят в плен в ходе его восточного похода против деспота Эпира, Феодора Комнина, и умер в заключении.
Гонорию III было известно, что на тот момент в Европе был лишь один человек, способный восстановить христианское господство на Святой Земле, и этот человек был его учеником - император Фридрих II. Как и многие другие правители, Фридрих II дал клятву начать поход в Святую Землю в 1217 году. Но Фридрих II не торопился её выполнять, и Гонорий III неоднократно откладывал дату начала экспедиции.
В апреле 1220 года Фридрих II был избран императором, а 22 ноября 1220 коронован императором Священной Римской империи в Риме. Несмотря на настойчивость Гонория III, Фридрих II тянул с походом, и египетская кампания с треском провалилась с потерей Дамиетты 8 сентября 1221 года.
Большинство правителей Европы были заняты во внутренних войнах и не могли покинуть свои страны в течение долгого времени. Король Венгрии Андраш II и, несколько позже, флот крестоносцев из с Нижнего Рейна, наконец, отправились в Святую Землю. Они взяли Дамиетту и несколько населённых пунктов в Египте, но отсутствие единства среди христиан и соперничество между их лидерами и папским легатом Пелагием привели экспедицию к краху.
24 июня 1225 года была окончательно определена дата отъезда Фридриха II на Восток, и Гонорий III одобрил брак императора с королевой Изабеллой II Иерусалимской. Фридрих II с воодушевлением воспринял этот брак и стал всерьёз готовиться к крестовому походу. Однако в разгар приготовлений Гонорий III умер в Риме 18 марта 1227 года, не увидев реализации своих планов.
Помимо организации крестового похода Гонорий III продолжал репрессии против катаров на юге Франции, войну за веру на Пиренейском полуострове, насаждение христианства в землях вдоль Балтийского моря, а также искусственное поддержание существования Латинской империи.

### Внутренние дела церкви

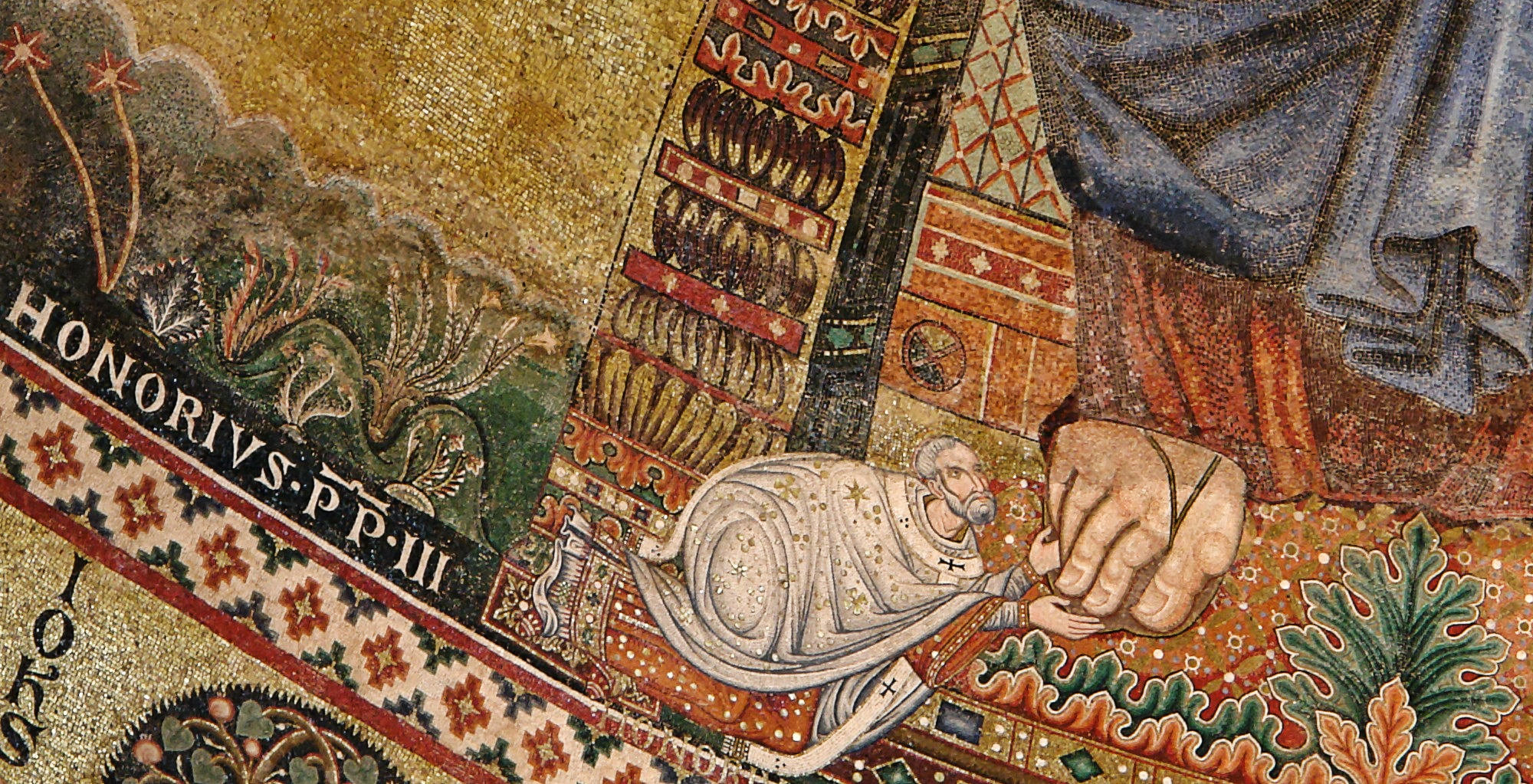
Портрет Гонория III: деталь мозаики в церкви Сан-Паоло-фуори-ле-Мура (1220) (Рим)

Гонорий дал развитие нищенствующим орденам, утвердив уставы Кармелитов и Францисканцев, а в булле Gratium omnium впервые официально назвал доминиканцев братьями-проповедниками.
Будучи человеком учёным, Гонорий настаивал, чтобы духовенство получало всестороннее образование, особенно в области богословия. Так, он отказался признать избрание некоего Гуго епископом Шартра, поскольку тот не обладал достаточными знаниями, о чём папа заявил в письме от 8 января 1219 года. Другого епископа он лишил сана из-за его неграмотности. Гонорий даровал различные льготы Парижскому университету и университету Болоньи, двум важнейшим образовательным учреждениям того времени. Для того, чтобы облегчить изучение богословия в епархиях, которые были далеки от крупных центров обучения, он приказал отправлять самых одарённых студентов в епархии с целью преподавания.

## Труды
Гонорий зарекомендовал себя как выдающийся администратор, став инициатором составления трактатa «Liber Censuum Romanæ Ecclesiæ» —  регулярно пополнявшегося с 1192 года вплоть до XV в. сборника документов по вассальным доходам Папского престола
Он также известен благодаря написанию значительного богословского трудa "Ordo Romanus", который стал одним из важнейших и надёжнейших источников по некоторым вопросам средневековой церковной жизни. Помимо них, Гонорий III является автором жизнеописаний Григория VII и Целестина III. Ему традиционно приписывается также составление гримуара, хотя доказательств его авторства не существует.